# Vuelta a Burgos 2020
La 42.ª edición de la Vuelta a Burgos fue una carrera de ciclismo en ruta por etapas que se celebró entre el 28 de julio y el 1 de agosto de 2020 en la provincia de Burgos en España, con inicio en la ciudad de Burgos y final en el puerto de montaña de Lagunas de Neila sobre un recorrido de 796 kilómetros.
La carrera formó parte del UCI ProSeries 2020, calendario ciclístico mundial de segunda división, dentro de la categoría UCI 2.Pro. El vencedor final fue el belga Remco Evenepoel del Deceuninck-Quick Step. Completaron el podio, como segundo y tercer clasificado respectivamente, el español Mikel Landa del Bahrain McLaren y el portugués João Almeida, compañero de equipo del ganador.

## Equipos participantes
Tomaron parte en la carrera 22 equipos: 14 de categoría UCI WorldTeam, 6 de categoría UCI ProTeam y 2 de categoría Continental. Formaron así un pelotón de 153 ciclistas de los que acabaron 127. Los equipos participantes fueron:
| WorldTeams (14)- Deceuninck-Quick Step - Bora-Hansgrohe - Groupama-FDJ - Bahrain McLaren - Israel Start-Up Nation - CCC Team - Movistar Team - Jumbo-Visma - UAE Team Emirates - NTT Pro Cycling - Mitchelton-Scott - Ineos - Astana - Trek-Segafredo ProTeams (6)- Gazprom-RusVelo - Caja Rural-Seguros RGA - Nippo Delko One Provence - Burgos-BH - Bingoal-Wallonie Bruxelles - Euskaltel-Euskadi Equipos continentales (2)- Equipo Kern Pharma - Kometa-Xstra |
| |

## Recorrido
La Vuelta a Burgos dispuso de cinco etapas para un recorrido total de 796 kilómetros.
| Etapa     | Fecha     | Recorrido                      | type                   | Distancia (km) | Ganador             | Líder               |
| --------- | --------- | ------------------------------ | ---------------------- | -------------- | ------------------- | ------------------- |
| 1.ª etapa | 28 de jul | Burgos – Burgos                | etapa llana            | 157            | Felix Großschartner | Felix Großschartner |
| 2.ª etapa | 29 de jul | Castrojeriz – Villadiego       | etapa llana            | 168            | Fernando Gaviria    | Felix Großschartner |
| 3.ª etapa | 30 de jul | Sargentes de la Lora           | etapa de media montaña | 150            | Remco Evenepoel     | Remco Evenepoel     |
| 4.ª etapa | 31 de jul | Gumiel de Izán – Roa           | etapa escarpada        | 163            | Sam Bennett         | Remco Evenepoel     |
| 5.ª etapa | 1 de ago  | Covarrubias – Lagunas de Neila | etapa de montaña       | 158            | Iván Ramiro Sosa    | Remco Evenepoel     |

### 1.ª etapa
| Burgos - Burgos | etapa llana | (157 km) |

| \| Clasificación de la etapa \| Clasificación de la etapa \| Clasificación de la etapa \| Clasificación de la etapa \| Clasificación de la etapa \| \| Ciclista \| Ciclista \| Equipo \| Tiempo \| \| \| ------------------------- \| ------------------------- \| ------------------------- \| ------------------------- \| ------------------------- \| \| 1.º \| Felix Großschartner \| Bora-Hansgrohe \| 3 h 40 min 21 s \| \| \| 2.º \| João Almeida \| Deceuninck-Quick Step \| + 8 s \| \| \| 3.º \| Alejandro Valverde \| Movistar Team \| + 8 s \| \| \| 4.º \| Alex Aranburu \| Astana \| + 8 s \| \| \| 5.º \| Mikel Landa \| Bahrain McLaren \| + 8 s \| \| \| 6.º \| David Gaudu \| Groupama-FDJ \| + 8 s \| \| \| 7.º \| Jon Aberasturi \| Caja Rural-Seguros RGA \| + 8 s \| \| \| 8.º \| Jay McCarthy \| Bora-Hansgrohe \| + 8 s \| \| \| 9.º \| Matteo Trentin \| CCC Team \| + 8 s \| \| \| 10.º \| Remco Evenepoel \| Deceuninck-Quick Step \| + 8 s \| \| |                     |                        |                 |
| |                     |                        |                 |
| Fuente: ProCyclingStats |                     |                        |                 |
| Clasificación de la etapa |                     |                        |                 |
| Ciclista | Ciclista            | Equipo                 | Tiempo          |
| 1.º | Felix Großschartner | Bora-Hansgrohe         | 3 h 40 min 21 s |
| 2.º | João Almeida        | Deceuninck-Quick Step  | + 8 s           |
| 3.º | Alejandro Valverde  | Movistar Team          | + 8 s           |
| 4.º | Alex Aranburu       | Astana                 | + 8 s           |
| 5.º | Mikel Landa         | Bahrain McLaren        | + 8 s           |
| 6.º | David Gaudu         | Groupama-FDJ           | + 8 s           |
| 7.º | Jon Aberasturi      | Caja Rural-Seguros RGA | + 8 s           |
| 8.º | Jay McCarthy        | Bora-Hansgrohe         | + 8 s           |
| 9.º | Matteo Trentin      | CCC Team               | + 8 s           |
| 10.º | Remco Evenepoel     | Deceuninck-Quick Step  | + 8 s           |

| \| Clasificación general \| Clasificación general \| Clasificación general \| Clasificación general \| Clasificación general \| \| Ciclista \| Ciclista \| Equipo \| Tiempo \| \| \| --------------------- \| --------------------- \| ---------------------- \| --------------------- \| --------------------- \| \| 1.º \| Felix Großschartner \| Bora-Hansgrohe \| 3 h 40 min 21 s \| \| \| 2.º \| João Almeida \| Deceuninck-Quick Step \| + 8 s \| \| \| 3.º \| Alejandro Valverde \| Movistar Team \| + 8 s \| \| \| 4.º \| Alex Aranburu \| Astana \| + 8 s \| \| \| 5.º \| Mikel Landa \| Bahrain McLaren \| + 10 s \| \| \| 6.º \| David Gaudu \| Groupama-FDJ \| + 10 s \| \| \| 7.º \| Jon Aberasturi \| Caja Rural-Seguros RGA \| + 10 s \| \| \| 8.º \| Jay McCarthy \| Bora-Hansgrohe \| + 10 s \| \| \| 9.º \| Matteo Trentin \| CCC Team \| + 10 s \| \| \| 10.º \| Remco Evenepoel \| Deceuninck-Quick Step \| + 10 s \| \| |                     |                        |                 |
| |                     |                        |                 |
| Fuente: ProCyclingStats |                     |                        |                 |
| Clasificación general |                     |                        |                 |
| Ciclista | Ciclista            | Equipo                 | Tiempo          |
| 1.º | Felix Großschartner | Bora-Hansgrohe         | 3 h 40 min 21 s |
| 2.º | João Almeida        | Deceuninck-Quick Step  | + 8 s           |
| 3.º | Alejandro Valverde  | Movistar Team          | + 8 s           |
| 4.º | Alex Aranburu       | Astana                 | + 8 s           |
| 5.º | Mikel Landa         | Bahrain McLaren        | + 10 s          |
| 6.º | David Gaudu         | Groupama-FDJ           | + 10 s          |
| 7.º | Jon Aberasturi      | Caja Rural-Seguros RGA | + 10 s          |
| 8.º | Jay McCarthy        | Bora-Hansgrohe         | + 10 s          |
| 9.º | Matteo Trentin      | CCC Team               | + 10 s          |
| 10.º | Remco Evenepoel     | Deceuninck-Quick Step  | + 10 s          |

### 2.ª etapa
| Castrojeriz - Villadiego | etapa llana | (168 km) |

| \| Clasificación de la etapa \| Clasificación de la etapa \| Clasificación de la etapa \| Clasificación de la etapa \| Clasificación de la etapa \| \| Ciclista \| Ciclista \| Equipo \| Tiempo \| \| \| ------------------------- \| ------------------------- \| ------------------------- \| ------------------------- \| ------------------------- \| \| 1.º \| Fernando Gaviria \| UAE Team Emirates \| 3 h 55 min 38 s \| \| \| 2.º \| Arnaud Démare \| Groupama-FDJ \| + 0 s \| \| \| 3.º \| Sam Bennett \| Deceuninck-Quick Step \| + 0 s \| \| \| 4.º \| Matteo Trentin \| CCC Team \| + 0 s \| \| \| 5.º \| Jon Aberasturi \| Caja Rural-Seguros RGA \| + 0 s \| \| \| 6.º \| Jasper Stuyven \| Trek-Segafredo \| + 0 s \| \| \| 7.º \| Giacomo Nizzolo \| NTT Pro Cycling \| + 0 s \| \| \| 8.º \| Edward Theuns \| Trek-Segafredo \| + 0 s \| \| \| 9.º \| Pascal Eenkhoorn \| Jumbo-Visma \| + 0 s \| \| \| 10.º \| Mikel Aristi \| Euskaltel-Euskadi \| + 0 s \| \| |                  |                        |                 |
| |                  |                        |                 |
| Fuente: ProCyclingStats |                  |                        |                 |
| Clasificación de la etapa |                  |                        |                 |
| Ciclista | Ciclista         | Equipo                 | Tiempo          |
| 1.º | Fernando Gaviria | UAE Team Emirates      | 3 h 55 min 38 s |
| 2.º | Arnaud Démare    | Groupama-FDJ           | + 0 s           |
| 3.º | Sam Bennett      | Deceuninck-Quick Step  | + 0 s           |
| 4.º | Matteo Trentin   | CCC Team               | + 0 s           |
| 5.º | Jon Aberasturi   | Caja Rural-Seguros RGA | + 0 s           |
| 6.º | Jasper Stuyven   | Trek-Segafredo         | + 0 s           |
| 7.º | Giacomo Nizzolo  | NTT Pro Cycling        | + 0 s           |
| 8.º | Edward Theuns    | Trek-Segafredo         | + 0 s           |
| 9.º | Pascal Eenkhoorn | Jumbo-Visma            | + 0 s           |
| 10.º | Mikel Aristi     | Euskaltel-Euskadi      | + 0 s           |

| \| Clasificación general \| Clasificación general \| Clasificación general \| Clasificación general \| Clasificación general \| \| Ciclista \| Ciclista \| Equipo \| Tiempo \| \| \| --------------------- \| --------------------- \| ---------------------- \| --------------------- \| --------------------- \| \| 1.º \| Felix Großschartner \| Bora-Hansgrohe \| 7 h 35 min 59 s \| \| \| 2.º \| Jon Aberasturi \| Caja Rural-Seguros RGA \| + 8 s \| \| \| 3.º \| Matteo Trentin \| CCC Team \| + 8 s \| \| \| 4.º \| Jasper Stuyven \| Trek-Segafredo \| + 8 s \| \| \| 5.º \| Giacomo Nizzolo \| NTT Pro Cycling \| + 8 s \| \| \| 6.º \| Alejandro Valverde \| Movistar Team \| + 8 s \| \| \| 7.º \| Mikel Landa \| Bahrain McLaren \| + 8 s \| \| \| 8.º \| George Bennett \| Jumbo-Visma \| + 8 s \| \| \| 9.º \| Esteban Chaves \| Mitchelton-Scott \| + 8 s \| \| \| 10.º \| Richard Carapaz \| Team Ineos \| + 8 s \| \| |                     |                        |                 |
| |                     |                        |                 |
| Fuente: ProCyclingStats |                     |                        |                 |
| Clasificación general |                     |                        |                 |
| Ciclista | Ciclista            | Equipo                 | Tiempo          |
| 1.º | Felix Großschartner | Bora-Hansgrohe         | 7 h 35 min 59 s |
| 2.º | Jon Aberasturi      | Caja Rural-Seguros RGA | + 8 s           |
| 3.º | Matteo Trentin      | CCC Team               | + 8 s           |
| 4.º | Jasper Stuyven      | Trek-Segafredo         | + 8 s           |
| 5.º | Giacomo Nizzolo     | NTT Pro Cycling        | + 8 s           |
| 6.º | Alejandro Valverde  | Movistar Team          | + 8 s           |
| 7.º | Mikel Landa         | Bahrain McLaren        | + 8 s           |
| 8.º | George Bennett      | Jumbo-Visma            | + 8 s           |
| 9.º | Esteban Chaves      | Mitchelton-Scott       | + 8 s           |
| 10.º | Richard Carapaz     | Team Ineos             | + 8 s           |

### 3.ª etapa
| Sargentes de la Lora - | etapa de media montaña | (150 km) |

| \| Clasificación de la etapa \| Clasificación de la etapa \| Clasificación de la etapa \| Clasificación de la etapa \| Clasificación de la etapa \| \| Ciclista \| Ciclista \| Equipo \| Tiempo \| \| \| ------------------------- \| ------------------------- \| ------------------------- \| ------------------------- \| ------------------------- \| \| 1.º \| Remco Evenepoel \| Deceuninck-Quick Step \| 3 h 59 min 09 s \| \| \| 2.º \| George Bennett \| Jumbo-Visma \| + 18 s \| \| \| 3.º \| Mikel Landa \| Bahrain McLaren \| + 32 s \| \| \| 4.º \| Esteban Chaves \| Mitchelton-Scott \| + 35 s \| \| \| 5.º \| João Almeida \| Deceuninck-Quick Step \| + 45 s \| \| \| 6.º \| Ben Hermans \| Israel Start-Up Nation \| + 52 s \| \| \| 7.º \| Richard Carapaz \| Team Ineos \| + 52 s \| \| \| 8.º \| Fabio Aru \| UAE Team Emirates \| + 1 min 03 s \| \| \| 9.º \| Joel Nicolau \| Caja Rural-Seguros RGA \| + 1 min 20 s \| \| \| 10.º \| Mikel Nieve \| Mitchelton-Scott \| + 1 min 20 s \| \| |                 |                        |                 |
| |                 |                        |                 |
| Fuente: ProCyclingStats |                 |                        |                 |
| Clasificación de la etapa |                 |                        |                 |
| Ciclista | Ciclista        | Equipo                 | Tiempo          |
| 1.º | Remco Evenepoel | Deceuninck-Quick Step  | 3 h 59 min 09 s |
| 2.º | George Bennett  | Jumbo-Visma            | + 18 s          |
| 3.º | Mikel Landa     | Bahrain McLaren        | + 32 s          |
| 4.º | Esteban Chaves  | Mitchelton-Scott       | + 35 s          |
| 5.º | João Almeida    | Deceuninck-Quick Step  | + 45 s          |
| 6.º | Ben Hermans     | Israel Start-Up Nation | + 52 s          |
| 7.º | Richard Carapaz | Team Ineos             | + 52 s          |
| 8.º | Fabio Aru       | UAE Team Emirates      | + 1 min 03 s    |
| 9.º | Joel Nicolau    | Caja Rural-Seguros RGA | + 1 min 20 s    |
| 10.º | Mikel Nieve     | Mitchelton-Scott       | + 1 min 20 s    |

| \| Clasificación general \| Clasificación general \| Clasificación general \| Clasificación general \| Clasificación general \| \| Ciclista \| Ciclista \| Equipo \| Tiempo \| \| \| --------------------- \| --------------------- \| ---------------------- \| --------------------- \| --------------------- \| \| 1.º \| Remco Evenepoel \| Deceuninck-Quick Step \| 11 h 35 min 16 s \| \| \| 2.º \| George Bennett \| Jumbo-Visma \| + 18 s \| \| \| 3.º \| Mikel Landa \| Bahrain McLaren \| + 32 s \| \| \| 4.º \| Esteban Chaves \| Mitchelton-Scott \| + 35 s \| \| \| 5.º \| João Almeida \| Deceuninck-Quick Step \| + 45 s \| \| \| 6.º \| Richard Carapaz \| Team Ineos \| + 52 s \| \| \| 7.º \| Ben Hermans \| Israel Start-Up Nation \| + 52 s \| \| \| 8.º \| Fabio Aru \| UAE Team Emirates \| + 1 min 03 s \| \| \| 9.º \| David de la Cruz \| UAE Team Emirates \| + 1 min 33 s \| \| \| 10.º \| Mikel Nieve \| Mitchelton-Scott \| + 1 min 35 s \| \| |                  |                        |                  |
| |                  |                        |                  |
| Fuente: ProCyclingStats |                  |                        |                  |
| Clasificación general |                  |                        |                  |
| Ciclista | Ciclista         | Equipo                 | Tiempo           |
| 1.º | Remco Evenepoel  | Deceuninck-Quick Step  | 11 h 35 min 16 s |
| 2.º | George Bennett   | Jumbo-Visma            | + 18 s           |
| 3.º | Mikel Landa      | Bahrain McLaren        | + 32 s           |
| 4.º | Esteban Chaves   | Mitchelton-Scott       | + 35 s           |
| 5.º | João Almeida     | Deceuninck-Quick Step  | + 45 s           |
| 6.º | Richard Carapaz  | Team Ineos             | + 52 s           |
| 7.º | Ben Hermans      | Israel Start-Up Nation | + 52 s           |
| 8.º | Fabio Aru        | UAE Team Emirates      | + 1 min 03 s     |
| 9.º | David de la Cruz | UAE Team Emirates      | + 1 min 33 s     |
| 10.º | Mikel Nieve      | Mitchelton-Scott       | + 1 min 35 s     |

### 4.ª etapa
| Gumiel de Izán - Roa | etapa escarpada | (163 km) |

| \| Clasificación de la etapa \| Clasificación de la etapa \| Clasificación de la etapa \| Clasificación de la etapa \| Clasificación de la etapa \| \| Ciclista \| Ciclista \| Equipo \| Tiempo \| \| \| ------------------------- \| ------------------------- \| -------------------------- \| ------------------------- \| ------------------------- \| \| 1.º \| Sam Bennett \| Deceuninck-Quick Step \| 3 h 51 min 19 s \| \| \| 2.º \| Arnaud Démare \| Groupama-FDJ \| + 5 s \| \| \| 3.º \| Giacomo Nizzolo \| NTT Pro Cycling \| + 5 s \| \| \| 4.º \| Davide Cimolai \| Israel Start-Up Nation \| + 5 s \| \| \| 5.º \| Lionel Taminiaux \| Bingoal-Wallonie Bruxelles \| + 5 s \| \| \| 6.º \| Biniam Girmay \| Nippo-Delko One Provence \| + 5 s \| \| \| 7.º \| Jon Aberasturi \| Caja Rural-Seguros RGA \| + 5 s \| \| \| 8.º \| Martin Laas \| Bora-Hansgrohe \| + 5 s \| \| \| 9.º \| Alexander Edmondson \| Mitchelton-Scott \| + 5 s \| \| \| 10.º \| Rick Zabel \| Israel Start-Up Nation \| + 5 s \| \| |                     |                            |                 |
| |                     |                            |                 |
| Fuente: ProCyclingStats |                     |                            |                 |
| Clasificación de la etapa |                     |                            |                 |
| Ciclista | Ciclista            | Equipo                     | Tiempo          |
| 1.º | Sam Bennett         | Deceuninck-Quick Step      | 3 h 51 min 19 s |
| 2.º | Arnaud Démare       | Groupama-FDJ               | + 5 s           |
| 3.º | Giacomo Nizzolo     | NTT Pro Cycling            | + 5 s           |
| 4.º | Davide Cimolai      | Israel Start-Up Nation     | + 5 s           |
| 5.º | Lionel Taminiaux    | Bingoal-Wallonie Bruxelles | + 5 s           |
| 6.º | Biniam Girmay       | Nippo-Delko One Provence   | + 5 s           |
| 7.º | Jon Aberasturi      | Caja Rural-Seguros RGA     | + 5 s           |
| 8.º | Martin Laas         | Bora-Hansgrohe             | + 5 s           |
| 9.º | Alexander Edmondson | Mitchelton-Scott           | + 5 s           |
| 10.º | Rick Zabel          | Israel Start-Up Nation     | + 5 s           |

| \| Clasificación general \| Clasificación general \| Clasificación general \| Clasificación general \| Clasificación general \| \| Ciclista \| Ciclista \| Equipo \| Tiempo \| \| \| --------------------- \| --------------------- \| ---------------------- \| --------------------- \| --------------------- \| \| 1.º \| Remco Evenepoel \| Deceuninck-Quick Step \| 15 h 26 min 47 s \| \| \| 2.º \| George Bennett \| Jumbo-Visma \| + 18 s \| \| \| 3.º \| Mikel Landa \| Bahrain McLaren \| + 32 s \| \| \| 4.º \| Esteban Chaves \| Mitchelton-Scott \| + 35 s \| \| \| 5.º \| João Almeida \| Deceuninck-Quick Step \| + 45 s \| \| \| 6.º \| Richard Carapaz \| Team Ineos \| + 52 s \| \| \| 7.º \| Ben Hermans \| Israel Start-Up Nation \| + 52 s \| \| \| 8.º \| Fabio Aru \| UAE Team Emirates \| + 1 min 03 s \| \| \| 9.º \| David de la Cruz \| UAE Team Emirates \| + 1 min 33 s \| \| \| 10.º \| Mikel Nieve \| Mitchelton-Scott \| + 1 min 35 s \| \| |                  |                        |                  |
| |                  |                        |                  |
| Fuente: ProCyclingStats |                  |                        |                  |
| Clasificación general |                  |                        |                  |
| Ciclista | Ciclista         | Equipo                 | Tiempo           |
| 1.º | Remco Evenepoel  | Deceuninck-Quick Step  | 15 h 26 min 47 s |
| 2.º | George Bennett   | Jumbo-Visma            | + 18 s           |
| 3.º | Mikel Landa      | Bahrain McLaren        | + 32 s           |
| 4.º | Esteban Chaves   | Mitchelton-Scott       | + 35 s           |
| 5.º | João Almeida     | Deceuninck-Quick Step  | + 45 s           |
| 6.º | Richard Carapaz  | Team Ineos             | + 52 s           |
| 7.º | Ben Hermans      | Israel Start-Up Nation | + 52 s           |
| 8.º | Fabio Aru        | UAE Team Emirates      | + 1 min 03 s     |
| 9.º | David de la Cruz | UAE Team Emirates      | + 1 min 33 s     |
| 10.º | Mikel Nieve      | Mitchelton-Scott       | + 1 min 35 s     |

### 5.ª etapa
| Covarrubias - Lagunas de Neila | etapa de montaña | (158 km) |

| \| Clasificación de la etapa \| Clasificación de la etapa \| Clasificación de la etapa \| Clasificación de la etapa \| Clasificación de la etapa \| \| Ciclista \| Ciclista \| Equipo \| Tiempo \| \| \| ------------------------- \| ------------------------- \| ------------------------- \| ------------------------- \| ------------------------- \| \| 1.º \| Iván Ramiro Sosa \| Team Ineos \| 3 h 47 min 56 s \| \| \| 2.º \| Mikel Landa \| Bahrain McLaren \| + 9 s \| \| \| 3.º \| Remco Evenepoel \| Deceuninck-Quick Step \| + 11 s \| \| \| 4.º \| João Almeida \| Deceuninck-Quick Step \| + 38 s \| \| \| 5.º \| Lennard Kämna \| Bora-Hansgrohe \| + 43 s \| \| \| 6.º \| Rafał Majka \| Bora-Hansgrohe \| + 44 s \| \| \| 7.º \| David Gaudu \| Groupama-FDJ \| + 58 s \| \| \| 8.º \| Esteban Chaves \| Mitchelton-Scott \| + 1 min 02 s \| \| \| 9.º \| Simon Yates \| Mitchelton-Scott \| + 1 min 10 s \| \| \| 10.º \| David de la Cruz \| UAE Team Emirates \| + 1 min 12 s \| \| |                  |                       |                 |
| |                  |                       |                 |
| Fuente: ProCyclingStats |                  |                       |                 |
| Clasificación de la etapa |                  |                       |                 |
| Ciclista | Ciclista         | Equipo                | Tiempo          |
| 1.º | Iván Ramiro Sosa | Team Ineos            | 3 h 47 min 56 s |
| 2.º | Mikel Landa      | Bahrain McLaren       | + 9 s           |
| 3.º | Remco Evenepoel  | Deceuninck-Quick Step | + 11 s          |
| 4.º | João Almeida     | Deceuninck-Quick Step | + 38 s          |
| 5.º | Lennard Kämna    | Bora-Hansgrohe        | + 43 s          |
| 6.º | Rafał Majka      | Bora-Hansgrohe        | + 44 s          |
| 7.º | David Gaudu      | Groupama-FDJ          | + 58 s          |
| 8.º | Esteban Chaves   | Mitchelton-Scott      | + 1 min 02 s    |
| 9.º | Simon Yates      | Mitchelton-Scott      | + 1 min 10 s    |
| 10.º | David de la Cruz | UAE Team Emirates     | + 1 min 12 s    |

## Clasificaciones finales
- Las clasificaciones finalizaron de la siguiente forma:[4]

### Clasificación general
| \| Clasificación general \| Clasificación general \| Clasificación general \| Clasificación general \| Clasificación general \| \| Ciclista \| Ciclista \| Equipo \| Tiempo \| \| \| --------------------- \| --------------------- \| ---------------------- \| --------------------- \| --------------------- \| \| 1.º \| Remco Evenepoel \| Deceuninck-Quick Step \| 19 h 14 min 42 s \| \| \| 2.º \| Mikel Landa \| Bahrain McLaren \| + 30 s \| \| \| 3.º \| João Almeida \| Deceuninck-Quick Step \| + 1 min 12 s \| \| \| 4.º \| Esteban Chaves \| Mitchelton-Scott \| + 1 min 26 s \| \| \| 5.º \| George Bennett \| Jumbo-Visma \| + 1 min 40 s \| \| \| 6.º \| Richard Carapaz \| Team Ineos \| + 1 min 58 s \| \| \| 7.º \| Ben Hermans \| Israel Start-Up Nation \| + 2 min 25 s \| \| \| 8.º \| David de la Cruz \| UAE Team Emirates \| + 2 min 34 s \| \| \| 9.º \| Fabio Aru \| UAE Team Emirates \| + 2 min 36 s \| \| \| 10.º \| Mikel Nieve \| Mitchelton-Scott \| + 3 min 00 s \| \| |                  |                        |                  |
| |                  |                        |                  |
| Fuente: ProCyclingStats |                  |                        |                  |
| Clasificación general |                  |                        |                  |
| Ciclista | Ciclista         | Equipo                 | Tiempo           |
| 1.º | Remco Evenepoel  | Deceuninck-Quick Step  | 19 h 14 min 42 s |
| 2.º | Mikel Landa      | Bahrain McLaren        | + 30 s           |
| 3.º | João Almeida     | Deceuninck-Quick Step  | + 1 min 12 s     |
| 4.º | Esteban Chaves   | Mitchelton-Scott       | + 1 min 26 s     |
| 5.º | George Bennett   | Jumbo-Visma            | + 1 min 40 s     |
| 6.º | Richard Carapaz  | Team Ineos             | + 1 min 58 s     |
| 7.º | Ben Hermans      | Israel Start-Up Nation | + 2 min 25 s     |
| 8.º | David de la Cruz | UAE Team Emirates      | + 2 min 34 s     |
| 9.º | Fabio Aru        | UAE Team Emirates      | + 2 min 36 s     |
| 10.º | Mikel Nieve      | Mitchelton-Scott       | + 3 min 00 s     |

### Clasificación de la montaña
| Clasificación de la montaña | Clasificación de la montaña | Clasificación de la montaña | Clasificación de la montaña | Clasificación de la montaña |
| Ciclista                    | Ciclista                    | Equipo                      | Puntos                      |                             |
| --------------------------- | --------------------------- | --------------------------- | --------------------------- | --------------------------- |
| 1.º                         | Gotzon Martín               | Euskaltel-Euskadi           | 46 pts                      |                             |
| 2.º                         | Remco Evenepoel             | Deceuninck-Quick Step       | 41 pts                      |                             |
| 3.º                         | Mikel Landa                 | Bahrain McLaren             | 32 pts                      |                             |
| 4.º                         | Jetse Bol                   | Burgos-BH                   | 26 pts                      |                             |
| 5.º                         | George Bennett              | Jumbo-Visma                 | 25 pts                      |                             |
| 6.º                         | João Almeida                | Deceuninck-Quick Step       | 24 pts                      |                             |
| 7.º                         | Esteban Chaves              | Mitchelton-Scott            | 21 pts                      |                             |
| 8.º                         | Iván Ramiro Sosa            | Team Ineos                  | 18 pts                      |                             |
| 9.º                         | Richard Carapaz             | Team Ineos                  | 12 pts                      |                             |
| 10.º                        | Diego Pablo Sevilla         | Kometa-Xstra                | 12 pts                      |                             |

### Clasificación por puntos
| Clasificación por puntos | Clasificación por puntos | Clasificación por puntos | Clasificación por puntos | Clasificación por puntos |
| Ciclista                 | Ciclista                 | Equipo                   | Puntos                   |                          |
| ------------------------ | ------------------------ | ------------------------ | ------------------------ | ------------------------ |
| 1.º                      | Mikel Landa              | Bahrain McLaren          | 48 pts                   |                          |
| 2.º                      | Remco Evenepoel          | Deceuninck-Quick Step    | 47 pts                   |                          |
| 3.º                      | João Almeida             | Deceuninck-Quick Step    | 46 pts                   |                          |
| 4.º                      | Sam Bennett              | Deceuninck-Quick Step    | 41 pts                   |                          |
| 5.º                      | Arnaud Démare            | Groupama-FDJ             | 40 pts                   |                          |
| 6.º                      | Esteban Chaves           | Mitchelton-Scott         | 27 pts                   |                          |
| 7.º                      | Iván Ramiro Sosa         | Team Ineos               | 26 pts                   |                          |
| 8.º                      | Felix Großschartner      | Bora-Hansgrohe           | 25 pts                   |                          |
| 9.º                      | Fernando Gaviria         | UAE Team Emirates        | 25 pts                   |                          |
| 10.º                     | George Bennett           | Jumbo-Visma              | 23 pts                   |                          |

### Clasificación de los jóvenes
| Clasificación del mejor joven | Clasificación del mejor joven | Clasificación del mejor joven | Clasificación del mejor joven | Clasificación del mejor joven |
| Ciclista                      | Ciclista                      | Equipo                        | Tiempo                        |                               |
| ----------------------------- | ----------------------------- | ----------------------------- | ----------------------------- | ----------------------------- |
| 1.º                           | Remco Evenepoel               | Deceuninck-Quick Step         | 19 h 14 min 42 s              |                               |
| 2.º                           | João Almeida                  | Deceuninck-Quick Step         | + 1 min 12 s                  |                               |
| 3.º                           | Óscar Rodríguez Garaicoechea  | Astana                        | + 3 min 37 s                  |                               |
| 4.º                           | Cristián Rodríguez            | Caja Rural-Seguros RGA        | + 4 min 11 s                  |                               |
| 5.º                           | Lennard Kämna                 | Bora-Hansgrohe                | + 5 min 41 s                  |                               |
| 6.º                           | José Manuel Díaz Gallego      | Nippo-Delko One Provence      | + 5 min 47 s                  |                               |
| 7.º                           | David Gaudu                   | Groupama-FDJ                  | + 6 min 30 s                  |                               |
| 8.º                           | Sepp Kuss                     | Jumbo-Visma                   | + 6 min 31 s                  |                               |
| 9.º                           | Urko Berrade                  | Equipo Kern Pharma            | + 6 min 36 s                  |                               |
| 10.º                          | Edward Dunbar                 | Team Ineos                    | + 6 min 44 s                  |                               |

### Clasificación por equipos
| Clasificación por equipos | Clasificación por equipos | Clasificación por equipos | Clasificación por equipos |
| Equipo                    | Equipo                    | Tiempo                    |                           |
| ------------------------- | ------------------------- | ------------------------- | ------------------------- |
| 1.º                       | Mitchelton-Scott          | 57 h 52 min 38 s          |                           |
| 2.º                       | Deceuninck-Quick Step     | + 2 min 03 s              |                           |
| 3.º                       | Astana                    | + 6 min 31 s              |                           |
| 4.º                       | Ineos                     | + 7 min 12 s              |                           |
| 5.º                       | Caja Rural-Seguros RGA    | + 9 min 27 s              |                           |
| 6.º                       | Equipo Kern Pharma        | + 13 min 39 s             |                           |
| 7.º                       | Bora-Hansgrohe            | + 14 min 24 s             |                           |
| 8.º                       | Bahrain McLaren           | + 15 min 52 s             |                           |
| 9.º                       | Nippo Delko One Provence  | + 19 min 14 s             |                           |
| 10.º                      | Jumbo-Visma               | + 24 min 38 s             |                           |

## Evolución de las clasificaciones
| Etapa                   | Vencedor                | Clasificación general | Clasificación de la montaña | Clasificación por puntos | Clasificación de los jóvenes | Clasificación por equipos |
| ----------------------- | ----------------------- | --------------------- | --------------------------- | ------------------------ | ---------------------------- | ------------------------- |
| 1.ª                     | Felix Großschartner     | Felix Großschartner   | Gotzon Martín               | Felix Großschartner      | João Almeida                 | Bora-Hansgrohe            |
| 2.ª                     | Fernando Gaviria        | Felix Großschartner   | Gotzon Martín               | Felix Großschartner      | Edward Dunbar                | Bora-Hansgrohe            |
| 3.ª                     | Remco Evenepoel         | Remco Evenepoel       | Gotzon Martín               | João Almeida             | Remco Evenepoel              | Mitchelton-Scott          |
| 4.ª                     | Sam Bennett             | Remco Evenepoel       | Gotzon Martín               | Sam Bennett              | Remco Evenepoel              | Mitchelton-Scott          |
| 5.ª                     | Iván Ramiro Sosa        | Remco Evenepoel       | Gotzon Martín               | Mikel Landa              | Remco Evenepoel              | Mitchelton-Scott          |
| Clasificaciones finales | Clasificaciones finales | Remco Evenepoel       | Gotzon Martín               | Mikel Landa              | Remco Evenepoel              | Mitchelton-Scott          |

## UCI World Ranking
La Vuelta a Burgos otorgó puntos para el UCI World Ranking para corredores de los equipos en las categorías UCI WorldTeam, UCI ProTeam y Continental. Las siguientes tablas son el baremo de puntuación y los 10 corredores que obtuvieron más puntos:
| Posición              | 1.º | 2.º | 3.º | 4.º | 5.º | 6.º | 7.º | 8.º | 9.º | 10.º | 11.º | 12.º | 13.º | 14.º | 15.º | 16.º-30.º | 31.º-40.º |
| Clasificación general | 200 | 150 | 125 | 100 | 85  | 70  | 60  | 50  | 40  | 35   | 30   | 25   | 20   | 15   | 10   | 5         | 3         |
| Por etapa             | 20  | 10  | 5   |     |     |     |     |     |     |      |      |      |      |      |      |           |           |
| Líder                 | 5   |     |     |     |     |     |     |     |     |      |      |      |      |      |      |           |           |

| Clasificación |                  |                        |         |       |       |       |
| Posición      | Ciclista         | Equipo                 | General | Etapa | Líder | Total |
| ------------- | ---------------- | ---------------------- | ------- | ----- | ----- | ----- |
| 1.º           | Remco Evenepoel  | Deceuninck-Quick Step  | 200     | 25    | 10    | 235   |
| 2.º           | Mikel Landa      | Bahrain McLaren        | 150     | 15    | -     | 165   |
| 3.º           | João Almeida     | Deceuninck-Quick Step  | 125     | 10    | -     | 135   |
| 4.º           | Esteban Chaves   | Mitchelton-Scott       | 100     | -     | -     | 100   |
| 5.º           | George Bennett   | Jumbo-Visma            | 85      | 10    | -     | 95    |
| 6.º           | Richard Carapaz  | INEOS                  | 70      | -     | -     | 70    |
| 7.º           | Ben Hermans      | Israel Start-Up Nation | 60      | -     | -     | 60    |
| 8.º           | David de la Cruz | UAE Emirates           | 50      | -     | -     | 50    |
| 9.º           | Fabio Aru        | UAE Emirates           | 40      | -     | -     | 40    |
| 10.º          | Mikel Nieve      | Mitchelton-Scott       | 35      | -     | -     | 35    |